# Białozębnik
Białozębnik (Berylmys) – rodzaj ssaków z podrodziny myszy (Murinae) w obrębie rodziny myszowatych (Muridae).

## Rozmieszczenie geograficzne
Rodzaj obejmuje gatunki występujące w południowej Azji.

## Morfologia
Długość ciała (bez ogona) 135–300 mm, długość ogona 140–310 mm, długość ucha 20–37 mm, długość tylnej stopy 33–61 mm; masa ciała 43–650 g.

## Systematyka
Rodzaj (w randze podrodzaju w obrębie Rattus) zdefiniował w 1947 roku brytyjski teriolog John Ellerman w artykule zatytułowanym „Notatki na temat niektórych azjatyckich gryzoni z Muzeum Brytyjskiego”, opublikowanym w czasopiśmie Proceedings of the Zoological Society of London. Gatunkiem typowym jest (oryginalne oznaczenie) białozębnik birmański (B. manipulus). 

### Etymologia
- Berylmys: etymologia niejasna, Ellerman nie wyjaśnił pochodzenia nazwy rodzajowej; Beolens i współpracownicy uważają że nazwa ta może być eponimem lub nie, jednocześnie spekulując że jednym z możliwych źródeł może być ktoś, o kim Ellerman z pewnością słyszał i kto był w centrum uwagi opinii publicznej w 1947 roku; tym kimś mógłby być Bernard Beryl Brodie (1907–1989), angielski farmakolog, czołowa postać w badaniach nad interakcją leków w organizmie, który wprowadził erę nowoczesnej farmakologii w latach 40. i 50.[8]; gr. μυς mus, μυος muos „mysz”[9].
- Pseudoberylmys: gr. ψευδος pseudos ‘fałszywy’; rodzaj Berylmys Ellerman, 1947[2]. Gatunek typowy (oryginalne oznaczenie): Pseudoberylmys muongbangensis Hai Hong Tran, Viet Hong Tran, Canh Xuan Le & Dang Xuan Nguyen, 2008 (= Mus bowersii J. Anderson, 1879).

### Podział systematyczny
Do rodzaju należą następujące gatunki:
| Grafika | Gatunek             | Autor i rok opisu   | Nazwa zwyczajowa       | Podgatunki         | Rozmieszczenie geograficzne | Podstawowe wymiary                             | Status IUCN |
| ------- | ------------------- | ------------------- | ---------------------- | ------------------ | --- | ---------------------------------------------- | ----------- |
|         | Berylmys mackenziei | (O. Thomas, 1916)   | białozębnik assamski   | gatunek monotypowy | północno-wschodnie Indie, północno-zachodnia i południowo-wschodnia Mjanma, Chińska Republika Ludowa (Syczuan) i południowy Wietnam; zakres wysokości: 1000–1850 m n.p.m.                   | DC: 15,5–24 cm DO: 15–25 cm MC: 120–140 g      | DD          |
|         | Berylmys manipulus  | (O. Thomas, 1916)   | białozębnik birmański  | gatunek monotypowy | północno-wschodnie Indie, północna Mjanma i Chińska Republika Ludowa (Junnan); zakres wysokości: 75–1525 m n.p.m.                                                                           | DC: 13,5–18,5 cm DO: 14–18,7 cm MC: około 43 g | DD          |
|         | Berylmys bowersi    | (J. Anderson, 1879) | białozębnik orientalny | gatunek monotypowy | północno-wschodnie Indie na wschód południowo-wschodniej Chińskiej Republiki Ludowej, na południe do Półwyspu Malajskiego i północno-wschodnia Sumatra; zakres wysokości: 150–2620 m n.p.m. | DC: 16–30 cm DO: 17,4–31 cm MC: 121–650 g      | LC          |
|         | Berylmys latouchei  | (O. Thomas, 1897)   |                        | gatunek monotypowy | endemit Chińskiej Republiki Ludowej (północny Fujian, południowy Zhejiang i południowo-zachodnie Anhui)                                                                                     | DC: 19,5–25 cm DO: 21,9–26 cm MC: 259–471 g    | LC          |
|         | Berylmys berdmorei  | (Blyth, 1851)       | białozębnik mały       | gatunek monotypowy | południowo-środkowa Chińska Republika Ludowa (Junnan), południowo-wschodnia Mjanma, Tajlandia, północny Laos i Wietnam; zakres wysokości: 0–1400 m n.p.m.                                   | DC: 19–25 cm DO: 14,9–19,2 cm MC: 158–300 g    | LC          |

Kategorie IUCN:  LC  – gatunek najmniejszej troski,  DD  – gatunki o nieokreślonym stopniu zagrożenia.